# Léa Sprunger
Léa Sprunger (Nyon, 5 de marzo de 1990) es una deportista suiza que compite en atletismo, especialista en las carreras de velocidad y vallas. Su hermana Ellen compite en el mismo deporte.
Ganó dos medallas en el Campeonato Europeo de Atletismo, oro en 2018 y bronce en 2016, y una medalla de oro en el Campeonato Europeo de Atletismo en Pista Cubierta de 2019.

## Palmarés internacional
| Campeonato Europeo                   | Campeonato Europeo       | Campeonato Europeo | Campeonato Europeo |
| Año                                  | Lugar                    | Medalla            | Prueba             |
| ------------------------------------ | ------------------------ | ------------------ | ------------------ |
| 2016                                 | Ámsterdam (Países Bajos) | Medalla de bronce  | 400 m vallas       |
| 2018                                 | Berlín (Alemania)        | Medalla de oro     | 400 m vallas       |
| Campeonato Europeo en Pista Cubierta |                          |                    |                    |
| Año                                  | Lugar                    | Medalla            | Prueba             |
| 2019                                 | Glasgow (Reino Unido)    | Medalla de oro     | 400 m              |